# Четин, Осман Эртугрул
Осма́н Эртугру́л Чети́н (тур. Osman Ertuğrul Çetin; род. 21 апреля 2003, Картал, Стамбул) — турецкий футболист, вратарь клуба «Фенербахче».

## Клубная карьера
Четин — воспитанник клуба «Фенербахче». В 2020 году Эртугрул на правах аренды перешёл в «Алтынорду», но так и не дебютировал за основной состав. После окончания аренды Четин вернулся обратно. 15 января 2022 года в матче против «Антальяспора» он дебютировал в турецкой Суперлиге. В 2023 году он стал обладателем Кубка Турции, хотя не принимал участия в матчах турнира. Летом того же года Четин был отдан в аренду в «Генчлербирлиги». 13 августа в матче против «Умраниеспора» он дебютировал в Первой лиге Турции. 

## Достижения
Клубные
 «Фенербахче»
- Обладатель Кубка Турции — 2022/2023 (не играл)